# Hoplidosterus confectus
Hoplidosterus confectus är en skalbaggsart som först beskrevs av Auguste Lameere 1906.  Hoplidosterus confectus ingår i släktet Hoplidosterus och familjen långhorningar.
Artens utbredningsområde är Madagaskar. Inga underarter finns listade i Catalogue of Life.